# QuickDraw

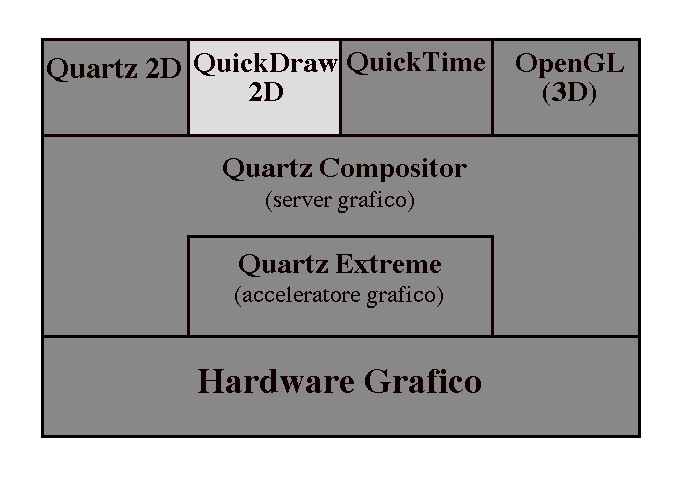
Aperçu technique de la technologie graphique du système d'exploitation Mac OS

QuickDraw est une bibliothèque graphique 2D présente au cœur des systèmes d'exploitation Macintosh classiques. QuickDraw a été développée initialement au début des années 1980 par Andy Hertzfeld et Bill Atkinson(représentant l'équivalent de quatre années-hommes de développements informatiques). Elle existe également dans les bibliothèques graphiques de Mac OS X, mais est largement remplacée par Quartz, un système graphique plus moderne. QuickDraw est devenue officiellement obsolète dans Mac OS X 10.4.